# Recophora hreblayi
Recophora hreblayi là một loài bướm đêm thuộc họ Noctuidae. Loài này có ở Thổ Nhĩ Kỳ.